# Ribnița, Smolean
Ribnița (în bulgară Рибница) este un sat în comuna Rudozem, regiunea Smolean,  Bulgaria. 

## Demografie
Componența etnică a satului Ribnița
     Bulgari (75,22%)
     Nicio identificare (17,12%)
     Altele (7,64%)
La recensământul din 2011, populația satului Ribnița era de 327 locuitori. Din punct de vedere etnic, majoritatea locuitorilor (75,22%) erau bulgari. Pentru 17,12% din locuitori nu este cunoscută apartenența etnică.